# Морган, Шон
Шон Морган Вельгемуд (чаще просто Шон Морган, англ. Shaun Morgan Welgemoed, фамилия читается по правилам языка африкаанс; род. 21 декабря 1978) — лидер (вокалист и гитарист) пост-гранж группы Seether, первоначально называвшейся Saron Gas.

## Биография и личная жизнь
Родился в смешанной семье, отец был из Англии, мать — из ЮАР. Провел все своё раннее детство в ЮАР. Его родители развелись, когда Шон был ещё ребёнком. В двенадцатилетнем возрасте присоединился к движению гранж в Сиэтле после прослушивания альбома Nevermind группы Nirvana, который вдохновил его стать музыкантом. Начал играть на гитаре, разучивая песню «Polly», до того, как присоединиться к какой-нибудь группе. Однако его отец не одобрял увлечений сына, поэтому Шон убежал из дома и жил в гаражах и автомашинах друзей. Затем вернулся домой, чтобы жить с матерью, и начал играть в группе снова, но прекратил заниматься музыкой в течение трех лет. Это время Шон использовал для уличных драк, часто посещая рок-клубы только для того, чтобы «выбивать дерьмо из людей».
В мае 1999 года Шон Вельгемуд стал ритм-гитаристом и бэк-вокалистом новой группы Saron Gas. Четырьмя другими членами группы были: вокалистка, гитарист, басист и барабанщик. Однако, когда вокалистка и гитарист не явились на первую репетицию, группа решила выступать втроем с Шоном на вокале и гитаре. Saron Gas имел неплохой успех до того, как бас-гитарист решил уйти из группы в январе 2000 года, в результате чего Шону пришлось позвать другого басиста, которого он знал, Дейла Стюарта. В этом же году группа выпускает дебютный альбом Fragile.
В январе 2000 года группа переехала в США, чтобы подписать контракт с лейблом Wind-Up Records. В это время группа оказалась без ударника, который решил вернуться на родину в Южную Африку, а два оставшихся члена группы остались, чтобы придумать новое название группы по просьбе Wind-Up Records. Лейблу не нравилось, что Saron Gas был схож по звучанию с sarin gas — смертоносным нервно-паралитическим газом. В конце концов остановились на названии Seether в честь одноимённой песни Veruca Salt. Примерно в это же время Вельгемуд решил использовать своё второе имя при выступлении за группу. Он неоднократно заявлял, что американцы имеют трудности с правильным произношением его настоящей фамилии Вельгемуд (Welgemoed). Шон Морган и Seether выпустили свой премиум-лейбл альбом Disclaimer 20 августа 2002 года. После этого Seether выпустили ещё два студийных альбома: Karma and Effect (2005) и Finding Beauty In Negative Spaces (2007). Кроме этого выпустили ещё перекомпиляцию альбома Disclamer II в 2004 году и акустический альбом One Cold Night в 2006 году. В январе 2009 группа выпустила две новые песни: No Shelter и кавер песни Джорджа Майкла «Careless Whisper», которая, по словам, Шона и Дэйла имеет особое значение для группы.
Морган является одним из трех детей, у него есть сестра Люси (Lucy) и трагически погибший брат Юджин (Eugene). У самого Моргана есть дочка Джейд (Jayde Fourie Welgemoed) от брака, который распался в 2002 году. С 2003 по 2005 год он встречался с вокалисткой группы Evanescence Эми Ли (Amy Lee). Однако их союз трагично распался. Август 2006 года Морган провел в реабилитационной клинике, лечась от алкогольной зависимости. Эми Ли заявила в 2006 году, что песня Call Me When You’re Sober группы Evanescence была написана о Шоне. Позже, на премьере альбома The Open Door в Лондоне, Ли сообщила, что Морган вдохновил её написать ещё одну новую песню — Lithium. Когда альбом Seether «Finding Beauty In Negative Spaces» был выпущен 23 октября 2007 года, его третий сингл Breakdown, был, по слухам, посвящён Эми Ли. 95X The Buzz с Майклом Тоддом (Michael Todd) сообщили что Морган не теряет времени даром и станет отцом ещё раз. В ноябре 2006 года его подруга родила сына, которого назвали Боуи (Bowie).
В августе 2007 года брат Моргана Юджин был найден мертвым, что оказало значительное влияние на будущее альбома Finding Beauty In Negative Spaces, задержав его на несколько месяцев. О смерти Юджина сообщила Кэти Браун (Katie Brown) из Rapid City Journal, рассказав о том, что он погиб, выпрыгнув с 8 этажа гостиницы Radisson Hotel в Rapid City (Южная Дакота) вскоре после полуночи в понедельник 13 августа 2007 года. После проведенного полицией расследования, пришли к выводу, что это было самоубийство. У Шона есть татуировка «1308» на четырёх пальцах правой руки и «2007» на четырёх пальцах левой руки, что означает день, когда умер Юджин (13.08.2007).
Информация взята с www.seether.ru

## Влияния
На Моргана оказали влияние такие музыканты, как Курт Кобейн из Nirvana, Корган, Билли из Smashing Pumpkins, Pearl Jam, Alice in Chains,Tool и A Perfect Circle.
Первой песней, выученной на гитаре, для Шона стала «Polly» из альбома Нирваны «Nevermind».